# Holland bóbitás

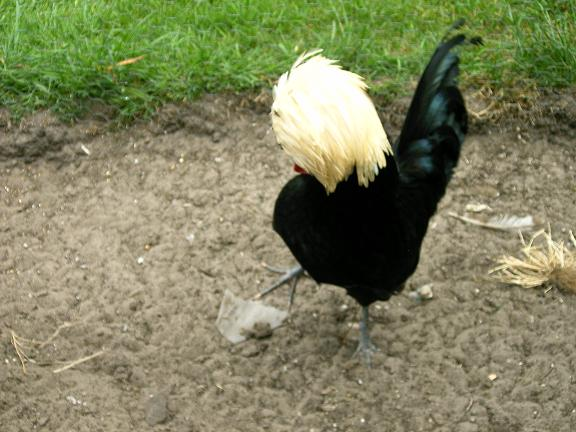
Holland bóbitás

A Holland fehér bóbitás tyúkfajta évszázadok óta ismert díszbaromfi. Ennél a fajtánál sokkal elterjedtebb a törpe változat.

## Fajtatörténet
Évszázadok óta tenyésztik Közép-Európában.

## Fajtabélyegek, színváltozatok
Megnyúlt testű, a vállak felett kiszélesedő, hátrafelé keskenyedő és lefelé ívelő felépítés. Háta közepes méretű, hosszú nyeregtollakkal. Farktollak zártak, hosszú, széles tollakkal. Melltájék kerek, előretartott. Szárnya hosszúkás, felhúzva viselt. Feje közepes méretű, koponyája magas és erős koponyamagaslattal rendelkezik. A koponyamagaslaton bő tollazatú bóbita ül. Arca piros, tollazat nélküli. Szeme piros-barnás. Csőre nem túl hosszú. Taraja teljesen hiányzik. Füllebenyei kicsik, fehérek. Nyaka közepesen hosszú. Combok finom felépítésűek, csüd színe a tyúk színváltozatától függ. 
Színváltozatok: Fekete, fehér, kék, szegett.

## Tulajdonságok

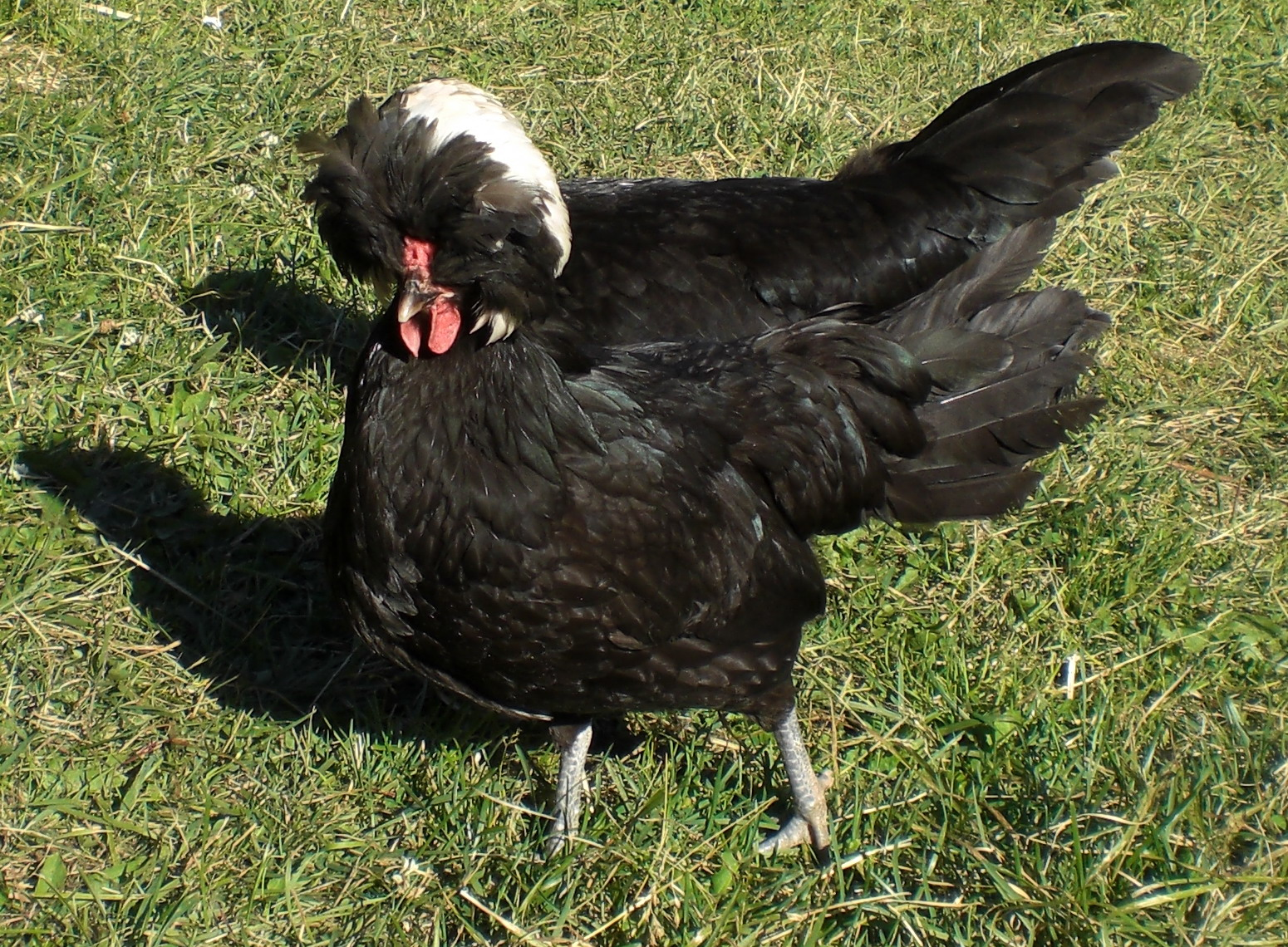
Holland bóbitás tojó

Legelterjedtebb a fekete színű, fehér bóbitás változat, azoknak is a törpésített formái. Igen bizalmasak, könnyen gondozhatóak, nem túl mozgékonyak. Annak ellenére, hogy elsősorban díszbaromfiként tartják és tenyésztik, első évben igen sok tojást tojik. 
| Általános tulajdonságok: | Általános tulajdonságok:             |
| ------------------------ | ------------------------------------ |
| Súlya                    | kakas 2-2,5 kg, tojó 1,5–2 kg        |
| Gyűrűmérete              | kakas 18, tojó 16                    |
| Tenyésztojás tömege      | 50 g                                 |
| Tojáshéj színe           | fehér                                |
| Éves tojáshozama         | első évben 140, második évben 100 db |